# Ancistrocerus contrarius
Ancistrocerus contrarius är en stekelart som beskrevs av Giordani Soika 1966. Ancistrocerus contrarius ingår i släktet murargetingar, och familjen Eumenidae. Utöver nominatformen finns också underarten A. c. alboquadrimaculatus.